# Liste von Militärs/H

## Ha

### Had
- Hadik von Futak, Andreas (1711–1790), österreichischer Feldmarschall; Präsident des Hofkriegsrats
- Hadik von Futak, Karl Joseph Graf (1756–1800), österreichischer Feldmarschalleutnant; Truppenführer in den Koalitionskriegen; zweiter Sohn des Vorigen

### Hae
- Haeften, Werner von (1908–1944), Offizier der Wehrmacht, Adjutant Stauffenbergs, Mitverschwörer des 20. Juli, standrechtlich erschossen
- Haeseler, Gottlieb Graf von (1836–1919), preußischer Generalfeldmarschall
- Haevernick, Oskar (1854–1924), deutscher Divisionskommandeur im Ersten Weltkrieg

### Hag
- Hagedorn, Wilhelm (1868–1930), preußischer Offizier und Ritter des Pour le mérits
- Hagee, Michael W. (* 1944), 33. Commandant des US Marine Corps
- Hagendorf, Peter († nach 1648), Söldner und Tagebuchschreiber während des Dreißigjährigen Krieges

### Hah
- Hahnke, Wilhelm von (1833–1912), preußischer General und Generaladjutant des Kaisers

### Hai
- Haig, Alexander (1924–2010), General im Vietnamkrieg und US-Außenminister
- Haig, Douglas, 1. Earl Haig, KT (1861–1928), britischer Feldmarschall; Oberkommandierender des britischen Expeditionskorps in Europa

### Hal
- Halama, Rolf (* 1935), deutscher Brigadegeneral
- Halaška, Jiří (* 1956), tschechischer Offizier
- Halder, Franz (1884–1972), Generaloberst; Generalstabschef des Heeres
- Halder, Maximilian, Generaloberst der Reichswehr
- Halen Graf von Peracampos, Don Juan (1790–1864), spanischer General
- Hall, Herbert Byng (1805–1883), britischer Offizier
- Hall, John L. (1891–1978), US-amerikanischer Admiral im Zweiten Weltkrieg; Marinebefehlshaber bei der alliierten Landung in Nordafrika, Italien und der Normandie (Omaha Beach)
- Halleck, Henry Wager (1815–1872), US-amerikanischer General
- Haller von Hallenburg, Józef (1873–1960), General der 2. Polnischen Republik
- Halsey, William F. (1882–1959), US-amerikanischer Admiral; während des Zweiten Weltkrieges Kommandeur der 3. Flotte im Pazifik
- Hallwyl, Hans von (um 1433/1434–1504), Schweizer Nationalheld
- Halvorsen, Gail (1920–2022), US-amerikanischer Luftwaffenpilot; Begründer der Berliner Luftbrücke für Kinder („Candy Bomber“)

### Ham
- Ham, Carter F. (* 1952), US-amerikanischer Major General, Kommandierender General der 1. US-Infanteriedivision
- Hamilkar Barkas († 229 v. Chr. in Spanien), ein karthagischer Feldherr; Vater Hannibals.
- Hamilton, Anthony (um 1645–1720), französischer Generalleutnant und Schriftsteller schottischer Herkunft; prominenter Jakobit.
- Hamilton, Henry (1734–1796), britischer General und Vizegouverneurleutnant von Kanada während des Amerikanischen Unabhängigkeitskrieges; genannt hair-buyer General.
- Hamilton, Sir Ian GCB, GCMG, DSO (1853–1947), britischer General; Oberbefehlshaber der Mediterranean Expeditionary Force während der gescheiterten Gallipoli-Expedition.
- Hammerstein, Rudolf von (1735–1811), hannoveranischer Generalleutnant; Befehlshaber aller hannoveranischen Truppen.
- Hammerstein-Equord, Kurt Freiherr von (1878–1943), deutscher Generaloberst; Chef der Heeresleitung; Teil des militärischen Widerstandes gegen Hitler.
- Hampton III, Wade (1818–1902), konföderierter General im Amerikanischen Bürgerkrieg.

### Han
- Hancock, Winfield Scott (1824–1886), Amerikanischer Bürgerkrieg
- Hänisch, Karl Eduard von (1829–1908), preußischer General der Kavallerie
- Hanneken, Hermann von (1890–1981), deutscher General der Infanterie, Wehrmachtbefehlshaber Dänemark
- Hannig, Johann Georg Carl von (1709–1784), österreichischer Feldmarschalleutnant
- Hannibal (um 247–183), karthagischer Feldherr im Zweiten Punischen Krieg
- Hannstein, Günter (1936–2019), deutscher Brigadegeneral

### Har
- Reinhard Hardegen (1913–2018), deutscher U-Bootkommandant im Zweiten Weltkrieg, Ritterkreuzträger
- Hardegg, Ignaz zu (1772–1848), österreichischer General der Kavallerie und Hofkriegsratspräsident
- Hardegg, Julius von (1810–1875), württembergischer Generalleutnant und Militärschriftsteller
- Hardenberg, Christian Ludwig von (1700–1781), hannoverscher Feldmarschall; Vater des preußischen Staatskanzlers Hardenberg
- Harding, John (1896–1989), britischer Feldmarschall, Gouverneur von Zypern und Chef des Imperialen Generalstabes
- Hardinge, Henry, 1. Viscount Hardinge (1785–1856), britischer Feldmarschall und Staatsmann; Generalgouverneur von Indien; Oberbefehlshaber der britischen armee
- Axel Hardt (* 1973), deutscher Brigadegeneral des Heeres der Bundeswehr
- Hardy, Sir Thomas Masterman, 1. Bt., GCB, gen. „Nelsons Hardy“, (1769–1839), britischer Vizeadmiral; Kapitän der Victory bei Trafalgar
- Harlinghausen, Martin (1902–1986), deutscher Luftwaffengeneral in Wehrmacht und Bundeswehr; Mitglied der Legion Condor
- Harper, Sir George Montague KCB, DSO (1865–1922), britischer Generalleutnant; Brigade-, Divisions- und Korpskommandeur im Ersten Weltkrieg
- Harrach, Johann Philipp von (1678–1764), österreichischer Feldmarschall und Hofkriegsratspräsident
- Harris, Sir Arthur Travers, 1. Bt., gen. „Bomber Harris“, (1892–1984), britischer Luftmarschall; Oberkommandierender des Bomber Command im Zweiten Weltkrieg
- Harrison, William H. (1773–1841), US-amerikanischer General; 9. Präsident der USA
- Harscher, Johann Nepomuk von (1769–1834), königlich bayerischer Generalmajor
- Hart, Thomas C. (1877–1971), US-amerikanischer Admiral; Kommandeur der amerikanischen Asienflotte; später Kommandeur der ABDA-Flotte im Pazifikkrieg
- Johannes Härtel (1908–1969), deutscher Generalmajor des Heeres der Bundeswehr
- Harteneck, Gustav (1892–1984), deutscher General der Kavallerie, Kommandeur des letzten Reiter-Großverbands der Kriegsgeschichte im Zweiten Weltkrieg
- Hartbrod, Rainer (* um 1953), Brigadegeneral der Bundeswehr, Kommandeur Kommando Spezialkräfte und General Spezialkräfte
- Hartmann, Erich (1922–1993), deutscher Luftwaffenoffizier und Jagdflieger im Zweiten Weltkrieg
- Hartmann, Jakob Freiherr von (1795–1873), bayerischer General der Infanterie
- Hartmann, Sir Julius von (1774–1856), hannoverscher General
- Hartmann, Julius von (1817–1878), preußischer General der Kavallerie
- Hartmann, Klaus (* 1942), deutscher Brigadegeneral
- Hartwig, Paul (1915–2014), deutscher Vizeadmiral und Befehlshaber der Flotte
- Harvey, Sir John K.C.B. (1778–1852), britischer Offizier und Kolonialadministrator in Kanada

### Has
- Hasdrubal, Name mehrerer karthagischer Feldherren
- Hase, Paul von (1885–1944), deutscher Berufssoldat, Widerstandskämpfer, Stadtkommandant von Berlin
- Hasegawa Yoshimichi (1850–1924), General der Kaiserlichen Japanischen Armee
- Hugo Haß (1912–2000), deutscher Generalmajor

### Hat
- Hatzfeldt, Melchior Graf von (1593–1658), kaiserlicher Feldherr im Dreißigjährigen Krieg

### Hau
- Hauslab, Franz Ritter von (1798–1883), österreichischer General und Kartograph
- Hausser, Paul (1880–1972), Generalleutnant der Reichswehr, SS-Oberstgruppenführer, Schöpfer und Initiator der Waffen-SS
- Hauß, Ludwig (1871–1941), Oberstleutnant, Kommandeur des Infanterie-Regiments 162

### Hav
- Havelock, Sir Henry (1795–1857), britischer General

### Haw
- Hawker, Lanoe (1890–1916), britischer Militärpilot im Ersten Weltkrieg
- Hawkins, Sir John (1532–1595), englischer Seefahrer, Sklavenhändler, Vizeadmiral

### Hax
- Haxo, François Nicolas Benoît Baron (1774–1838), französischer General

### Hay
- Hayashi Senjūrō (1876–1943), japanischer General, Heeres-, Außen- und Premierminister
- Hayashi Yoshihide (1891–1978), General der Kaiserlichen Japanischen Armee
- Haynau, Friedrich Wilhelm Karl Eduard von (1804–1863), kurhessischer General und Kriegsminister
- Haynau, Julius Freiherr von (1786–1853), berüchtigter österreichischer General, gen. „Hyäne von Brescia“ oder der „Blutrichter von Arad“
- Haynau, Wilhelm Karl Freiherr von (1779–1856), kurhessischer Generalleutnant

## He
- Heeringen, Josias von (1850–1926), deutscher Generaloberst; Armeeoberbefehlshaber im Ersten Weltkrieg
- Hegner, Otto (* 1936), deutscher Brigadegeneral
- Heigelin, Theodor von (1876–1930), Offizier der Kaiserlichen Schutztruppe für Kamerun
- Heidrich, Richard (1896–1947), Deutscher Generalleutnant der Fallschirmtruppe der Wehrmacht
- Heilmann, Johann (1825–1888), bayerischer Generalleutnant und Militärschriftsteller
- Heinleth, Adolf Ritter von (1823–1895), bayerischer General
- Heinrich VI. Fürst Reuß-Plauen, 1697 sächsischer Generalfeldmarschall
- Heinrich von Sachsen-Römhild (1650–1710), königlich preußischer Feldzeugmeister
- Heister, Sigbert Graf von (1646–1718), österreichischer Feldmarschall
- Hejlik, Dennis J., Major General des US Marine Corps
- Helland, Samuel T. (* 1947/48), Major General des US Marine Corps
- Helfrich, Conrad E. L. (1886–1962), niederländischer Vizeadmiral im Zweiten Weltkrieg
- Friedrich-Wilhelm Heel, deutscher Brigadegeneral (1915–2001)
- Heller von Hellwald, Friedrich Jakob (1789–1866), österreichischer Militärhistoriker und General
- Hellwig, Friedrich von (1775–1845), preußischer Offizier während der Befreiungskriege
- Hely-Hutchinson, John, 2. Earl of Donoughmore of Knocklofty (1757–1832), britischer General
- Henault, Raymond (* 1948), kanadischer General; 2001–2005 Chief of the Defence Staff; seit 2005 Vorsitzender des NATO-Militärausschusses
- Henckel von Donnersmarck, Wilhelm Ludwig Viktor (1775–1849), kgl. preußischer Generalleutnant; Teilnehmer an den Befreiungskriegen
- Henikstein, Alfred Ritter von (1810–1882), österreichischer Feldmarschalleutnant
- Henk, Ludwig von (1820–1894), deutscher Vizeadmiral; Direktor der Admiralität
- Henniges von Treffenfeld, Joachim (1610–1688), brandenburgischer General
- Henry, Ferdinand (1819–1891), preußischer Kriegsrat; leitender preußischer Militärbeamter
- Hentzi von Arthurm, Heinrich Ritter (1785–1849), Generalmajor; k.k. Ingenieur-Offizier; Verteidiger der Festung Ofen
- Hepburn, Sir John (1598–1636), schottischer Heerführer im Dreißigjährigen Krieg; Marschall von Frankreich
- Herbillon, Émile (1794–1866), französischer Général de division
- Herkimer, Nicholas (1715–1777), Milizgeneral im Amerikanischen Unabhängigkeitskrieg
- Herrera, José Joaquín de (1792–1854), mexikanischer Militär und dreimaliger Präsident von Mexiko
- Hertzog, James Barry Munnick (1866–1942), südafrikanischer General und Politiker
- Herwarth von Bittenfeld, Anton (1841–1923), preußischer General der Infanterie
- Herwarth von Bittenfeld, Karl Eberhard (1796–1884), preußischer Generalfeldmarschall; Heerführer in den deutschen Einigungskriegen
- Herwarth von Bittenfeld, Johann Eberhard Ernst (1753–1833), kgl. preußischer Generalmajor; Teilnehmer an den Befreiungskriegen
- Herwarth von Bittenfeld, Friedrich Adrian (1802–1884), preußischer General der Infanterie; Abteilungschef im Kriegsministerium
- Herwarth von Bittenfeld, Hans Paulus (1800–1881), preußischer General der Infanterie; Mitentwickler des Zündnadelgewehrs
- Herzog, Hans (1819–1894), Schweizer Oberbefehlshaber 1870/1871; Waffenchef der Artillerie
- Heß, Heinrich Freiherr von (1788–1870), österreichischer Feldmarschall
- Hessen-Darmstadt, Prinz Georg von (1669–1705), Offizier in österreichischen Diensten; Feldmarschall; eroberte 1704 für England die Festung Gibraltar; gefallen vor Barcelona
- Hessen-Homburg, Friedrich II., Prinz von „mit dem silbernen Bein“ (1633–1708), kämpfte mit Derfflinger bei Fehrbellin; preußischer Generalfeldmarschall
- Hessen-Homburg, Philipp, Landgraf von (1779–1846), General und Feldmarschall in österreichischen Diensten
- Hetz, Karl (1910–1980), deutscher Vizeadmiral und Befehlshaber der Flotte
- Heusinger, Adolf (1897–1982), deutscher General im Zweiten Weltkrieg und in der Bundeswehr; 1957–1961 erster Generalinspekteur der Bundeswehr; 1961–1964 Vorsitzender des Militärausschusses der NATO
- Heusner, Karl Eduard (1843–1891), deutscher Admiral; Marineminister
- Hewitt, H. Kent (1887–1972), US-amerikanischer Admiral; Befehlshaber der amphib. Streitkräfte der Atlantik-Flotte; leitete im Nov. 1942 die alliierte Landung in Nordafrika ('Torch'), Sizilien (Juli 1943), Salerno (Sept. 1943) und vor Südfrankreich ('Dragoon', Aug. 1944)
- Heydebrand und der Lasa, Ernst Wilhelm Christian von (1745–1819), preußischer Rittmeister und Landrat
- Heyden, Friedrich von (1633–1715), kurbrandenburgisch-preußischer General
- Heynitz, Ernst von (1863–1927), deutscher General
- Heyst, Norbert van (* 1944), deutscher General des Heeres

## Hi
- Hicks, William (1830–1883), britischer Offizier; ägyptischer General („Hicks Pascha“); gefallen im Kampf gegen den Mahdi
- Higuchi Kiichirō (1888–1970), Generalleutnant der Kaiserlichen Japanischen Armee
- Hildebrandt, Horst (1919–1989), Generalleutnant der Bundeswehr; Inspekteur des Heeres
- Hill, Ambrose Powell (1825–1865), Südstaatengeneral im Amerikanischen Bürgerkrieg; gefallen
- Hill, Daniel Harvey (1821–1889), General der Konföderierten Staaten von Amerika
- Hill, Sir Rowland, 1. Viscount Hill (1772–1842), britischer General
- Hiller von Gaertringen, Johann August Friedrich (1772–1856), preußischer General der Infanterie
- Hiller von Gärtringen, Wilhelm (1809–1866), preußischer Generalleutnant; im Deutschen Krieg gefallen
- Hillyar, Sir James RN, KCB, KCH (1769–1843), britischer Marineoffizier; Rear Admiral of the White
- Hindenburg, Paul von (1847–1934), deutscher Generalfeldmarschall im Ersten Weltkrieg; Reichspräsident
- Hindersin, Gustav Eduard von (1804–1872), General der Infanterie
- Hipper, Franz von (1863–1932), deutscher Admiral im Ersten Weltkrieg; Oberbefehlshaber der Hochseeflotte
- Hishikari Takashi (1871–1952), General der Kaiserlichen Japanischen Armee
- Hislop, Thomas (1762–1843), britischer General und stellvertretender Gouverneur von Trinidad
- Hitler, Adolf (1889–1945), Diktator Deutschlands im Dritten Reich (1933–1945)

## Ho

### Hoa
- Hoar, Joseph P. (1934–2022), General des US Marine Corps, Kommandeur des US Central Command

### Hob
- Hobart, Augustus Charles, gen. „Hobart Pascha“, (1822–1886), britischer Marineoffizier, Admiral in türkischen Diensten, Generalinspektor der türkischen Marine, Flottenkommandeur im Russisch-Türkischen Krieg
- Hobart, Sir Percy, gen. „Hobo“, (1885–1957), britischer Militäringenieur; Kommandeur der 79. brit. Panzerdivision; verantwortlich für etliche Spezialpanzerfahrzeuge (Hobart’s Funnies)
- Hobe, Karl Friedrich Bernhard Helmuth von (1765–1822), königlich preußischer Generalleutnant

### Hoc
- Hoche, Lazare (1768–1797), französischer General der Revolutionszeit

### Hod
- Hodges, Courtney Hicks (1887–1966), amerikanischer Vier-Sterne-General; Oberbefehlshaber der 1. US-Armee im Zweiten Weltkrieg

### Hoe
- Hoen, Maximilian, Ritter von (1867–1940), k.u.k. Feldmarschalleutnant, Militärhistoriker und Direktor des Kriegsarchivs in Wien
- Hoepner, Erich (1886–1944), Generaloberst; Beteiligter am Aufstand vom 20. Juli; hingerichtet

### Hof
- Hofer, Winfried (* 1941), deutscher Brigadegeneral des Heeres der Bundeswehr
- Hoff, Jörg (* 1940), deutscher Generalapotheker
- Hoffmann, Heinrich (1878–1969), deutscher Generalmajor
- Hoffmann, Heinrich (1893–1967), deutscher Generalmajor
- Hoffmann, Heinrich (1910–1998), deutscher Marineoffizier, zuletzt Kapitän zur See
- Hoffmann, Karl-Heinz (1910–1985), Armeegeneral, Verteidigungsminister der DDR
- Hoffmann, Karl (1938–2011), deutscher Brigadegeneral
- Hoffmann, Max (1869–1927), deutscher General im Ersten Weltkrieg; entwickelte den Plan zur Schlacht von Tannenberg 1914
- Hoffmann, Theodor (1935–2018), Admiral, Chef der NVA, Minister für Nationale Verteidigung der DDR
- Hofmann, Helmut (* 1945), deutscher Brigadegeneral des Heeres der Bundeswehr

### Hoh
- Hohenhausen, Leonhard von (1788–1872), bayerischer General der Kavallerie und Kriegsminister
- Hohenlohe-Waldenburg-Bartenstein, Ludwig Aloys von (1765–1829), deutscher Reichsfürst und General, Marschall von Frankreich
- Hohenlohe-Ingelfingen-Öhringen, Friedrich Ludwig Fürst zu (1746–1818), preußischer General der Infanterie, Oberbefehlshaber des preußischen Heeres nach 1806
- Hohenlohe-Neuenstein-Weikersheim, Georg Friedrich von (1569–1645), Offizier und ein Gelegenheitsdichter
- Hohenlohe-Ingelfingen, Kraft Karl August Prinz zu (1827–1892), General der Artillerie, Militärschriftsteller, Generaladjutant Kaiser Wilhelms I.

### Hol
- Holk, Heinrich von (1599–1633), General im Dreißigjährigen Krieg.
- Holl, Heinrich (* 1936), deutscher Brigadegeneral
- Holland, Lancelot VC CB (1887–1941), britischer Admiral; wurde 1941 mit seinem Flaggschiff HMS Hood versenkt.
- Holländer Klaus (* 1941), deutscher Brigadegeneral des Heeres der Bundeswehr
- Holleben, Albert von (1835–1906), General der Infanterie in den Einigungskriegen; Schriftsteller.
- Hollen, Georg Freiherr von (1845–1900), General der Kavallerie
- Hollidt, Karl-Adolf (1891–1985), deutscher Offizier und Generaloberst in der Wehrmacht.
- Hollmann, Friedrich von (1842–1913), deutscher Admiral; Staatssekretär im Reichsmarineamt.
- Holmes, Theophilus Hunter (1804–1880), Offizier im US-Heer und Generalleutnant des konföderierten Heeres
- Holofernes, biblischer General Nebukadnezars; von Judith enthauptet.
- Holtzendorff, Henning von (1853–1919), deutscher Admiral während des Ersten Weltkrieges; forderte den uneingeschränkten U-Boot-Krieg.
- Holtzendorff, Karl Friedrich von (1764–1828), preußischer Generalleutnant; Generalinspekteur des preußischen Militärerziehungs- und Bildungswesens.
- Holzappel, Peter Melander von (1589–1648), bedeutender Feldherr im Dreißigjährigen Krieg.

### Hom
- Homma Masaharu (1887–1946), japanischer General im Zweiten Weltkrieg; Truppenkommandeur auf den Philippinen; als Kriegsverbrecher hingerichtet
- l’Homme de Courbière, Wilhelm René de (1733–1811), preußischer General, Kommandant der Festung Graudenz

### Hon
- Hong Sa-ik (1889–1946), Generalleutnant koreanischer Abstammung der Kaiserlichen Japanischen Armee; als Kriegsverbrecher hingerichtet
- Honjō Shigeru (1876–1945), General der Kaiserlich Japanischen Armee

### Hoo
- Hood, John Bell (1831–1879), Südstaaten-General im Bürgerkrieg
- Hood, Alexander (1758–1798), britischer Marineoffizier; Bruder von Sir Samuel Hood; begleitete Captain James Cook auf seiner zweiten Weltreise, gefallen.
- Hood, Sir Alexander, 1. Viscount Bridport, KB (1726–1814), britischer Admiral
- Hood, Sir Arthur, 1. Baron Hood of Avalon, KB (1824–1901), britischer Admiral; Erster Seelord von 1885 bis 1889
- Hood, Sir Horace, KCB (1870–1916), britischer Konteradmiral; gefallen 1916 in der Skagerrakschlacht
- Hood, Sir Samuel, 1. Bt., KB (1762–1814), britischer Vizeadmiral; Cousin von Samuel Hood, 1. Viscount Hood, und Alexander Hood, 1. Viscount Bridport
- Hood, Sir Samuel, 1. Viscount Hood, GCB (1724–1816), britischer Admiral
- Hooker, Joseph (1814–1879), General der Unionsarmee im Amerikanischen Bürgerkrieg
- Hoorn, Philippe de Montmorency, Graf von (1526–1568), niederländischer Admiral und Freiheitskämpfer; enthauptet

### Hop
- Hopf, Theodor (1918–2008), deutscher Brigadegeneral des Heeres der Bundeswehr
- Hoppe, Andreas (* 1965), deutscher Generalleutnant; Stellvertreter des Generalinspekteurs der Bundeswehr
- Hopper, Grace (1906–1992), US-amerikanische Informatikerin und Computerpionierin; Konteradmiral der US Navy Reserve

### Hor
- Horii Tomitarō (1890–1942), Generalmajor der Kaiserlich Japanischen Armee
- Horn, Carl von (1847–1923), bayerischer Generaloberst und Kriegsminister
- Horn, Christian Siegmund von (1714–nach 1776), preußischer Generalmajor und Chef des Kürassier-Regiment „von Seydlitz“ (Magdeburgisches) Nr. 7
- Horn, Gustaf, Graf von Björneborg (1592–1657), schwedischer Feldherr im Dreißigjährigen Krieg.
- Horn, Heinrich Wilhelm von (1762–1829), Generalleutnant.
- Hornby, Sir Geoffrey Thomas Phipps GCB (1825–1895), britischer Flottenadmiral; Oberbefehlshaber im Mittelmeer.
- Horne, Henry, 1. Baron GCB KCMG (1861–1929), britischer General im Ersten Weltkrieg.
- Horrocks, Sir Brian Gwynne KCB KBE DSO MC (1895–1985), britischer General im Zweiten Weltkrieg; Kommandierender General des XXX. Korps während der Operation Market Garden.
- Horst, Julius Freiherr von (1830–1904), österreichischer General und Minister für Landesverteidigung.
- Horst, Ulrich Angelbert Freiherr von der (1793–1867), Befehlshaber der schleswig-holsteinischen Armee.
- Horten, Dirk (* 1939), deutscher Vizeadmiral und Befehlshaber der Flotte
- Horthy, Miklós (1868–1957), ungarischer Militär und Politiker, letzter Oberbefehlshaber der k.u.k. Kriegsmarine.
- Horton, Sir Max Kennedy GCB DSO (1883–1951), britischer U-Boot-Kommandant im 1. und Admiral im Zweiten Weltkrieg.
- Horvatovic, Georg (1835–1895), serbischer General; Kriegsminister.

### Hos
- Hosenfeld, Wilm (1895–1952), Offizier der Wehrmacht im Zweiten Weltkrieg
- Hoßbach, Friedrich (1894–1980), deutscher General; Armeekorps- und Armeekommandeur im Zweiten Weltkrieg; verfasste 1937 das sog. „Hoßbach-Protokoll“
- Hößlin, Roland von (1915–1944), deutscher Offizier der Wehrmacht und Widerstandskämpfer des 20. Juli 1944; hingerichtet

### Hot
- Hotchkiss, Benjamin B. (1826–1885), US-amerikanischer Erfinder und Waffenkonstrukteur
- Hoth, Hermann (1885–1971), Generaloberst; Armeekommandeur im Zweiten Weltkrieg
- Hotze, Friedrich Freiherr von (1739–1799), österreichischer Feldmarschalleutnant schweizerischer Herkunft

### Hou
- Houchard, Jean-Nicolas (1738–1793), französischer Revolutionsgeneral, guillotiniert
- Houston, Samuel (1793–1863), US-amerikanischer Politiker und General; Schlüsselfigur in der Geschichte des Bundesstaates Texas

### How
- Howard, John (1912–1999), britischer Major während des Zweiten Weltkrieges; Operation Tonga
- Howard, Oliver Otis (1830–1909), Amerikanischer Bürgerkrieg.
- Howe, George Augustus, 3. Viscount Howe (1725–1758), britischer Brigadegeneral; gefallen bei Fort Ticonderoga.
- Howe, Sir Richard, 1. Earl Howe, KG (1726–1799), britischer Flottenadmiral
- Howe, Sir William, 5. Viscount Howe, KB (1729–1814), britischer General während er Amerikanischen Revolution.
- Howze, Hamilton H. (1908–1998), US-amerikanischer Vier-Sterne-General; einer der Väter der amerikanischen Heeresfliegerei.
- Howze, Robert Lee Jr. (1903–1983), US-amerikanischer Zwei-Sterne-General.

### Hoy
- Hoyer, Johann Gottfried von (1726–1802), kursächsischer Generalleutnant
- Hoyer, Johann Gottfried von (1767–1848), preußischer Generalmajor und Militärschriftsteller
- Hoyos von Sprinzenstein, Johann Ernst Graf (1779–1849), österreichischer Hofbeamter, Grundbesitzer und Feldmarschallleutnant

## Hr
- Hrebeljanović, Lazar (1329–1389), Hl. Märtyrer und serbischer Anführer bei der Schlacht auf dem Amselfeld

## Hu
- Hube, Hans (1890–1944), Generaloberst im Zweiten Weltkrieg
- Hubicki, Alfred Ritter von (1887–1971), österreichischer General, später ein General der Wehrmacht
- Hübl, Arthur Freiherr von (1853–1932), Dr. h. c., österreichischer Feldmarschalleutnant, Chemiker und Kartograf
- Huerta, Victoriano (1850–1916), mexikanischer General und Staatspräsident
- Hügel, Ernst Eugen Freiherr von (1774–1849), württembergischer Kriegsminister
- Hughes, Sir Samuel (1853–1921), kanadischer General und Staatsmann, Verteidigungsminister während des Ersten Weltkrieges
- Chülegü Ilchan (um 1217–1265), mongolischer Fürst und Feldherr; Enkel Dschingis Khans
- Hülgerth, Ludwig (1875–1939), österreichischer Feldmarschalleutnant und Politiker; 1934–36 Landeshauptmann von Kärnten; 1936–38 Vizekanzler
- Hull, William (1753–1825), US-amerikanischer Politiker und General
- Hullin, Pierre Augustin, comte (1758–1841), französischer General
- Hülsen-Haeseler, Dietrich Graf von (1852–1908), General der Infanterie; Chef des Militär-Kabinetts
- Hundius, Paul (1889–1918), deutscher Kapitänleutnant, gehörte zu den erfolgreichsten U-Boot-Kommandanten im Ersten Weltkrieg
- Hunold von Aquitanien († 774), Herzog von Aquitanien, Kämpfer gegen die Karolinger-Herrschaft
- Hunolstein, Johann Wilhelm von (1599–1664), bayrischer und kaiserlicher Generalfeldzeugmeister im Dreißigjährigen Krieg
- Hunter, Archibald (1856–1936), britischer General; Divisionskommandeur im Mahdi-Aufstand; Gouverneur von Gibraltar
- Hunter-Weston, Aylmer KCB DSO, genannt „Hunter-Bunter“, (1864–1940), britischer General im Ersten Weltkrieg; Korpskommandeur auf Gallipoli und an der Somme; Parlamentsabgeordneter bis 1935
- Hussein Pascha (1819–1876), türkischer General; Oberbefehlshaber der Donauarmee
- Hutier, Oskar von (1857–1934), einer der erfolgreichsten und innovativsten deutschen Generäle des Ersten Weltkrieges; Erfinder der nach ihm benannten Hutier-Taktik (Infiltrationstaktik)
- Hutten, Ferdinand von (1793–1857), königlich bayerischer Rittmeister und Mitglied der kurhessischen Ständeversammlung
- Huyn von Geleen, Gottfried (1590/98–1657), kaiserlicher Feldmarschall während des Dreißigjährigen Krieges